# Herb Jastrzębia
Herb Jastrzębia – jeden z symboli miasta i gminy Jastrząb w postaci herbu.

## Wygląd i symbolika
Herb przedstawia na czerwonej tarczy, zakończonej u dołu trójkątnie, dwa złote godła w kształcie pastorału i mitry – insygnia statusu biskupiego.
Symbolizują one założyciela miasta – Wojciecha Jastrzębca – biskupa krakowskiego w latach 1412–1423. Miasto przez długi okres należało do diecezji krakowskiej.